# Enzo Fregosi
Enzo Fregosi (La Spezia, 26 giugno 1947 – Nāṣiriyya, 12 novembre 2003) è stato un militare italiano, sottufficiale dell'Arma dei Carabinieri caduto nell'attentato di Nassiriya del 12 novembre 2003.

## Biografia
Incominciò la carriera nell'Arma dei Carabinieri prestando servizio alla territoriale per poi passare all'allora 1º Battaglione Carabinieri Paracadutisti "Tuscania" (oggi Reggimento) all'epoca aggregato alla Brigata paracadutisti "Folgore". Nel 1977, fu uno dei cinque elementi, tra cui il Comandante Alfa, scelti per il neoistituito GIS (Gruppo di Intervento Speciale) e poi fu comandante di un distaccamento (nucleo). In seguito divenne comandante del nucleo anti-sofisticazione (Nas) di Livorno.
Nel 2003 partecipò con il grado di maresciallo luogotenente alla operazione Antica Babilonia in Iraq, nel Reggimento M.S.U.; il 12 novembre dello stesso anno, a pochi giorni dal rientro in Italia, rimase vittima di un attentato a Nassiriya, nel quale persero la vita in tutto 19 italiani (17 militari e 2 civili) e 9 iracheni.
Dopo l'attentato venne promosso a sottotenente, nel 2005 decorato di Croce d'Onore alla memoria e nel 2012 di Medaglia d'oro di "vittima del terrorismo".

Gli sono state intitolate:
- Una via di Livorno (città dove abitava con la famiglia)
- Una via di Loreto
- La Stazione Carabinieri di Rosignano Marittimo (LI)
- Una piazza a La Spezia
- Una piazza a Tresana (MS)
- Una piazza a Viareggio.

La salma di Fregosi è inumata nel cimitero monumentale della Misericordia di Livorno.